# Göran Sundblad
Knut Göran Sundblad, född 15 december 1921 i Iggesund, Njutångers församling, Gävleborgs län, död 16 oktober 1988 i Dalsjöfors, Toarps församling, var en svensk företagsledare. Han var son till Gunnar Sundblad. 
Göran Sundblad avlade civilingenjörsexamen vid Kungliga Tekniska högskolan 1944. Tillsammans med Axel Leman ägde och drev Göran Sundblad textilföretaget Almedahls-Dalsjöfors AB som senare blev ett framgångsrikt investmentbolag.